# Snižne
Snižne (ukrajinsky Сніжне; rusky Снежное – Sněžnoje) historicky Sněžnoje, je město v Doněcké oblasti v současné Ukrajině. Město bylo založené Donskými kozáky v roce 1784 a spadalo pod gubernii Taganrogu. Leží v Donbasu v blízkosti hranice s Luhanskou oblastí ve vzdálenosti zhruba 12 kilometrů na východ od Torezu a zhruba 75 kilometrů na východ od Doněcka, hlavního města Doněcké oblasti. Podobně jako u mnohých jiných měst v Donbasu je jeho rozvoj spjat s těžbou uhlí. V roce 2013 mělo 47 253 obyvatel.